# Chiesa di San Giacomo Maggiore Apostolo (Valle Aurina)
La chiesa di San Giacomo Maggiore Apostolo (in tedesco Kirche zu St. Jakobus dem Älteren) è la parrocchiale di Riobianco (Weißenbach), frazione di Valle Aurina (Ahrntal), in provincia autonoma di Bolzano. Appartiene al decanato di Tures della diocesi di Bolzano-Bressanone e risale al XIV secolo.

## Storia
Il primo piccolo luogo di culto cattolico venne eretto a Riobianco già attorno all'XI secolo ma alcuni secoli dopo, nel 1336, fu distrutto da un'alluvione. Subto dopo si decise la costruzione di una chiesa di maggiori dimensioni, e stavolta in posizione più elevata all'interno del mucleo abitato, citato una prima volta nel 1413. Tale edificio venne tuttavia nuovamente sostituito nel 1479, con uno più ampio e secondo lo stile gotico del tempo. La solenne consacrazione venne celebrata l'11 luglio 1480 da Johannes Perger, vescovo ausiliare di Bressanone.
Venne elevata a dignità di chiesa parrocchiale nel 1955 e pochi anni dopo venne ampliata con una nuova struttura che si affiancò a quella quattrocentesca, su progetto di Erich Pattis. 
All'inizio degli anni ottanta fu oggetto di un importante intervento di restauro e durante i lavori vennero recuperati preziosi affreschi originali. Nel 1993 Venne installato il nuovo organo a canne e negli ultimi anni del XX secolo l'edificio è stato interessato dall'ultimo importante ciclo di restauri con la posa di un nuovo impianto di riscaldamento e la risistemazione dell'antico altare maggiore.

## Descrizione

### Esterno
Il luogo di culto, nell'abitato di Riobianco, si trova accanto all'area cimiteriale della comunità.
Sulla facciata a nord si conserva il grande affresco attribuito all'artista Friedrich Pacher che raffigura San Cristoforo.

### Interno
Nella navata interna sono conservate opere di pregio del periodo tardogotico. Nella volta sono raffigurati San Giacomo e i quattro Evangelisti, opera di Friedrich Pacher.
L'altare maggiore risale al 1516 e appartiene alla scuola di Michael Pacher quindi è di particolare interesse e nell'insieme il santuario mariano di Riobianco è tra quelli di maggior ricchezza artistica sia in Val di Tures sia in Valle Aurina.